# The Sperm Bank of California
The Sperm Bank of California (TSBC) ist eine im Jahr 1982 von Barbara Raboy als nicht gewinnorientierte Gesellschaft gegründete Samenbank in Berkeley im US-Bundesstaat Kalifornien. 1983 ließ sie sich ein Programm patentieren, bei dem Samenspender freiwillig den mit ihrem Samen gezeugten Kindern ihre Identität offenbaren konnten, wenn diese das bei Erreichen der Volljährigkeit wünschten. Dies war weltweit das erste Programm dieser Art.
Selbst wenn der Mann sich entscheidet, zum Zeitpunkt der Samenspende anonym zu bleiben, kann die Samenbank ihn mit seiner Einwilligung mit den gezeugten Kindern in Verbindung bringen, sobald sie 18 Jahre alt sind. Laut einem Artikel aus dem Jahr 2002 waren damals 1100 Kinder mit Samen der Bank gezeugt worden, und Repräsentanten der Bank sagten, etwa vier von fünf Kunden hatten die Option gewählt, die Identität des Spenders gegenüber seinen volljährigen Nachkommen offenzulegen. Viele Kunden der Bank sind lesbisch oder Frauen, die sich entschieden haben, als Alleinstehende Mütter zu werden.